# Amphoritheca curviseta
Amphoritheca curviseta là một loài Rêu trong họ Funariaceae. Loài này được (Schwägr.) A. Jaeger mô tả khoa học đầu tiên năm 1880.